# Gdaňsk (maják Severní přístav)
Maják Gdaňsk (polsky: Latarnia Morska Gdańsk Port Północny, anglicky: Port Północny Lighthouse) stojí v Polsku na pobřeží Baltského moře v přístavu města Gdaňsk v  Pomořanském vojvodství.
Nachází se mezi majáky Hel a Krynica Morska.
Jako jediný maják v Polsku je vybaven výtahem, kterým se lze dopravit na vrchol věže.

## Historie
Věž a budovy Kapitanatu Portu Północného byl vyprojektován architektem Leszkem Zakrzewskim a otevřen v roce 1984. Z ekonomických důvodů byla na věž instalována lucerna. Protože maják připomíná domek na kuří noze je také lidově názýván Babajaga.
Maják je ve správě Námořního úřadu (Urząd Morski) v Gdyni. Maják není přístupný veřejnosti.

## Popis
Železobetonová věž na čtvercovém půdorysu s třípatrovou kontrolní a řídící nadstavbou a lucernou zakončenou radarovou anténou. Do horní nadstavby věže vede výtah. V lucerně jsou instalovány tři otáčející se dvoustranné panely s šedesáti žárovkami o svítivosti 1 500 000 kandel. Světlo majáku je viditelné pouze z moře. Věž má modrou barvu, řídící a kontrolní nadstavba má barvu bílou.

## Data
- Výška světla 56 m n. m.
- Tři záblesky bílého světla v intervalu 9 sekund
- Sektor dosvitu: 140°–320°

označení:
- Admirality C3080.8
- NGA 6968
- ARLHS POL-007